# 대배교론
대배교론(Great Apostasy)이란 전통적으로 기독교 와 가톨릭 교회가 주장하는 것들 이외에 타종교의 의식이나 신비주의의 예배방식이나 혹은 이방적인 문화를 받아들여 타락한 상태를 말한다. 이런 이교도적 의식들은 그리스-로마 문화 , 그리스-로마 신비,  태양신 숭배, 일원론 등 미트라교 우상 숭배 등이 있다.

## 같이 보기
- 율법폐기론
- 황제교황주의
- 전적 타락